# Selliguea simplicissima
Selliguea simplicissima är en stensöteväxtart som först beskrevs av F. Muell. och som fick sitt nu gällande namn av Peter Hans Hovenkamp.
Selliguea simplicissima ingår i släktet Selliguea och familjen Polypodiaceae. Inga underarter finns listade i Catalogue of Life.